# Pijpenstrootjesgalmug
De pijpenstrootjesgalmug (Mayetiola ventricola) is een muggensoort uit de familie van de galmuggen (Cecidomyiidae). De wetenschappelijke naam van de soort is voor het eerst geldig gepubliceerd in 1899 door Rübsaamen.